# Аліакмон
Аліакмон (грец. Αλιάκμονας), також Вистриця, або Бистриця — одна з найбільших річок Греції у Македонії, названа за однойменним річковим богом у давньогрецькій міфології.
Аліакмон бере свій початок у горах Пінд поблизу кордону з Албанією. Довжина 322 км. У середній частині тече міжгірними улоговинами, в нижній — Салонікською рівниною. Впадає в затоку Термаїкос Егейського моря. Паводки трапляються у період осінньо-зимових дощів. Літня меженний. Використовується для зрошення.
У долині Аліакмона розташовані міста Верія та Касторія.